# Église de la Nativité-de-la-Sainte-Vierge de Saint-Martin-de-Fugères
L'église de la Nativité-de-la-Sainte-Vierge est un édifice situé à Saint-Martin-de-Fugères, en France.

## Localisation
L'église est située sur le territoire de la commune de Saint-Martin-de-Fugères, dans le département  de la Haute-Loire, en région Auvergne-Rhône-Alpes.

## Description
Église romane remaniée aux XVe et XVIe siècles, restaurée en 1844. Cette église est caractéristique des édifices ruraux qui ont évolué au fil des siècles. Le prieuré est attesté en 1179 comme appartenant à l'abbatiale de Saint-Chaffre. De l'église du XIIe siècle subsistent la voûte de la nef, les murs de la première travée et du transept. La façade occidentale et le clocher-mur datent du XVe siècle. Le chevet et le reste de la nef furent reconstruits au XVIe siècle. Le chœur et ses chapelles possèdent des chapiteaux bagués ornés de sculptures polychromes du XVIe siècle (têtes d'anges, dragons, poissons affrontés, tête d'homme dont la bouche laisse échapper des volutes).

## Historique
L'église est inscrite au titre des monuments historiques par arrêté du 7 février 1994.